# 라틴 아너스
라틴 아너스(영어: Latin honors)는 미국, 영국 대학교에서 학사 과정 (B.A./B.S.) 혹은 메디컬 스쿨 의무박사(M.D.), 로스쿨 법무박사(J.D.) 등의 전문대학원 과정 졸업시 학위와 함께 수여하는 라틴어 학위 등급이다.
Cum Laude(쿰 라우데, "Cum(함께)"+"Laude(칭찬하다, 찬양하다)"="우수하다")는 우등 졸업 (상위 25% 혹은 30%), magna cum laude는 준최우등 졸업 (상위 10% 혹은 15%), summa cum laude는 최우등 졸업 (상위 5%)을 뜻한다. 학교에 따라 학위 뿐만 아니라 졸업 논문에 라틴어 등급을 부여하기도 한다.
학교에 따라, 특히 공립대학교들이, 라틴어 학위 등급을 수여하지 않고 영어로 distinction(우등)과 high distinction(최우등) 또는 honors(우등)과 highest honors(최우등)로 학위 등급을 수여하기도 한다. 이러한 라틴어 혹은 영어 학위 등급을 사용하지 않는 대학들도 있다.

## 같이 보기
- 라틴어
- 명예 학위
- 우등 학위
- 이탈리아의 학업 성적 평가
- 대학 교육 학점(CFU)